# Щетинистый броненосец
Щетинистый броненосец (лат. Chaetophractus villosus) — млекопитающее семейства броненосцевых.

## Описание
Щетинистый броненосец буровато-жёлтого цвета. Спина, верхняя часть головы и хвост покрыты панцирем, состоящим из шестиугольных и четырехугольных щитков. В середине спины находятся шесть или семь так называемых поясков, то есть поперечных рядов подвижных пластинок продолговато-четырехугольной формы. Голова плоская и широкая и имеет под глазами вертикальные ряды щитков; на верхней стороне лап и передней стороне передних конечностей также находятся неправильные шестиугольные чешуи. Остальные части тела покрыты толстой морщинистой кожей с бородавками. У заднего края отдельных щитков находятся жесткие щетинки, на передних ногах находятся длинные когти. В верхней и нижней челюсти с каждой стороны по 8—9 цилиндрических зубов. Межчелюстная кость без зубов. Длина животного достигает 50 см, длина хвоста — 24 см.

## Распространение
Распространён в Аргентине, Парагвае и Боливии.

## Питание и образ жизни
Щетинистые броненосцы живут в норах, имеющих форму галереи длиной в 1—2 метра, где проводят весь день, а с наступлением сумерек выходят из жилищ и бродят целую ночь; при этом, потеряв дорогу к прежней норе, они вырывают новую. Очень часто щетинистые броненосцы роют норы под муравейниками и жилищами термитов и уничтожают этих насекомых; кроме того, они питаются, жуками, различными личинками, земляными червями, а также растительной пищей. Движения их довольно медленные, а при преследовании они быстро зарываются в землю.

## Размножение
Самка рождает 4—6 детенышей и первое время заботится о них, кормя молоком и пряча в своей норе.

## Щетинистый броненосец и человек
Местные жители охотятся и истребляют щетинистого броненосца в значительном количестве, так как очень ценят его мясо; вместе с тем щетинистый броненосец считается и вредным животным вследствие того, что в тех местностях, где они водятся в значительных количествах, повсюду находятся их норы, в которые лошади попадают ногою. Эти звери могут быть приручены и часто привозятся в европейские зоологические сады, где живут подолгу и могут размножаться.